# Шешупе
Шешупе (Шешупа, Шашупе) (на полски: Szeszupa; на литовски: Šešupė; на руски: Шяшупе) е река, протичаща по територията на Полша, Литва и Калининградска област на Русия, ляв приток на Неман. Дълга е 298 km, от които 27 km в Полша, 162 km в Литва, 58 km в Русия и 51 km по границата между Русия и Литва. Площта на водосборния басейн на реката е 6105 km².
Река Шешупе води началото си от Балтийското възвишение в североизточната част на Полша (Сувалски окръг, на Подляско войводство), на 199 m н.в., югозападно от село Шешупка. След 27 km, на 1,5 km южно от литовското село Любавас навлиза на територията на Литва. Тук реката последователно преминава през градовете Калвария и Мариямполе и при град Кудиркос-Науместис достига до литовско-руската граница. На протежение от 51 km тече в северна посока и по талвегът ѝ преминава участък от руско-литовската граница. След това завива на запад-северозапад и изцяло навлиза на руска територия. Преминава през град Краснознаменск и на 4 km северно от село Лесное, на 5 m н.в. се влива отляво в река Неман (Нямунас).
Основните притоци на Шешупе са: леви – Раусве, Шеймена, Озерная, Старая; десни – Шелментка, Кирсна, Довине, Сасна, Вишакис, Нова, Сиесартис, Йотия. Има смесено подхранване с преобладаване на дъждовното. Средният годишен отток на 43 km от устието ѝ е 33,2 m³/s. Заледява се в периода от средата на ноември до януари, а се размразява от края на февруари до началото на април.

## Галерея
- Схематична карта на течението на река Шешупе
- Църква край река Шешупе в района на град Краснознаменск
- Туристи на брега на реката